# Hu (mitologia)
Hu è una divinità egizia appartenente alla religione dell'antico Egitto, personificazione del comando o il "Verbo" creatore, cioè la forza motrice dietro alla creazione.
| H | w | F18 | G7 |

 ḥw
o anche
| H | w | F18 · Y1 |

Si tratta di una divinità astratta ossia non legata ad uno specifico culto o località. Di norma associato con Sia, la potenza del sapere.
Entrambi facevano parte dell'equipaggio della barca solare di Ra ed erano raffigurati con le sembianze di uomini con la barba.
Hu e Sia, in origine aspetti della forza creatrice di Ra, nella teologia di Menfi erano ritenute le personificazioni della lingua e del cuore di Ptah.  Inoltre ebbero la funzione di portatori dell'occhio di Horus.